# Пешкопия
Пешкопи́я (алб. Peshkopia) — город в северо-восточной Албании, в 187 км от столицы Тираны. Пешкопия — важный промышленный центр, административный центр префектуры Дибра и округа Дибра. Согласно переписи 2004 года, в Пешкопии проживали около 14 000 жителей. Мэр Илир Кроси выбран в 2003 году.
Он расположен в 187 километрах (116 милях) от Тираны, столицы Албании, и в 20 километрах (12 милях) от границы с Македонией. Он находится в 651 метрах (2136 футов) над уровнем моря.
Пешкопия лежит к востоку от реки Чёрный Дрин. Долина реки Дрин является самой низкой частью рельефа района. В городских окрестностях были обнаружены месторождения хрома, серы и мрамора. Пешкопия имеет филиал университета Александра Мойсю.

## История
Регион, известный как Дибра, была заселен ещё в дохристианские времена иллирийскими племенами известными римлянам как Penestae.
Название Пешкопия происходит от греческого Эпископи или «кресло епископа», который показывает ранние признаки христианства на Балканах. На болгарских картах одиннадцатого веке показан город под названием Presolengrad. Область Дибра относилась к православному архиепископству Охридскому в 1019 году, а годом позже получила статус епископата с центром в Пешкопии, расположенному на территории нынешней окрестности Dobrovë. Центральный храм епископата был, храм Св. Стефана. Позже центр епископата был перемещен, но город Пешкопия сохранил своё название.
К началу шестнадцатого века, Османская империя завершила завоевание Албании. Под властью Османской империи, оказалась и Пешкопия (Debre-i Zir). Население Пешкопии в 1583 году было почти полностью мусульманским. В 1873 году в Пешкопии была построена казарма Османской империи, вмещавшая до 8000 солдат.

## Достопримечательности
- В музее Пешкопии находится прекрасная коллекция местные костюмов, ковров, кухонной утвари и филигранных ювелирных изделий, а также ряд моделей местной архитектуры.
- Бульвар Elez Isufi
- Геотермальные источники минеральных вод (llixha) в непосредственной близости от Пешкопии являются центром сезонного туризма, в первую очередь со всей Албании, но и в меньшей степени из соседних стран. Они расположены на небольшом расстоянии к востоку от города, вверх по Bellova Creek.